# Ноксинский (Казань)
Ноксинский, Нокса (тат. Нөксә) —  посёлок на территории Советского района Казани.

## Расположение
Посёлок расположен между рекой Ноксой и Сибирским трактом. Восточнее, за Сибирским трактом, находятся Нагорный (Чингис) и Карьер, южнее — промышленная и торговая застройка, восточнее — СНТ «Приноксинское» и река Нокса, севернее — СНТ «Нокса». 

## Административная принадлежность
С момента возникновения административно относился к Советскому району Казани.

## История
Посёлок на северной границе Казани в конце 1950-х годов; тогда же улицам посёлка были присвоены названия. Первоначально считался часть посёлка Нагорный; название Ноксинский (или Нокса) стало употребляться с 1960-х – 1970-х годов. Также встречается название Ноксинский (ЦРМ); фактически посёлок ЦРМ (центральные ремонтные мастерские треста «Каздорстрой») располагался на 0,5 км северо-западнее Ноксинского, последний жилой дом этого посёлка был снесён в 2018 году.
В конце 1950-е годы земельные участки вокруг посёлка начали выделяться под дачи различным организациям: трамвайно-троллейбусному управлению (ныне СНТ «Нокса»), персональным пенсионерам (ныне одноимённое СНТ), мединституту,  и другим организациям.
В посёлке преобладает частная застройка, однако есть и малоэтажные многоквартирные дома; часть жилого фонда в советское время имела ведомственную принадлежность (Казанское ДРСУ треста «Татавтодор», хладокомбинат, речной порт).

## Улицы
- Ноксинская 1-я (тат. 1 нче Нөксә урамы, 1 nçe Nöksä uramı) — начинаясь от Поперечно-Ноксинской улицы, заканчивается пересечением с безымянным проездом, соединяющем Сибирский тракт с посёлком Торфяной. Застроена частными малоэтажными домами.
- Ноксинская 2-я (тат. 2 нче Нөксә урамы, 2 nçe Nöksä uramı) — начинаясь от Поперечно-Ноксинской улицы, заканчивается пересечением с безымянным проездом, соединяющем Сибирский тракт с посёлком Торфяной. Застроена частными малоэтажными домами.
- Ноксинская 3-я (тат. 3 нче Нөксә урамы, 3 nçe Nöksä uramı) — начинаясь от Поперечно-Ноксинской улицы, заканчивается пересечением с безымянным проездом, соединяющем Сибирский тракт с посёлком Торфяной. Застроена частными малоэтажными домами.
- Ноксинская 4-я (тат. 4 нче Нөксә урамы, 4 nçe Nöksä uramı) — начинаясь от СНТ «Приноксинское», заканчивается пересечением с безымянным проездом, соединяющем Сибирский тракт с посёлком Торфяной. Застроена частными малоэтажными домами.
- Односторонка Ноксинская (тат. Берьяклы Нөксә урамы, Beryaqlı Nöksä uramı) — начинаясь от Сибирского тракта, заканчивается у СНТ «Медик».
- Поперечно-Ноксинская (тат. Аркылы Нөксә урамы, Arqılı Nöksä uramı) — начинаясь от Сибирского тракта, пересекается 1-й, 2-й и 3-й Ноксинскими улицами и заканчивается у участка Дербышки — Компрессорный Казанского региона ГЖД.

## Транспорт
Ближайшая остановка общественного транспорта — «Ноксинская» на Сибирском тракте, на которой останавливаются автобусы.

## Примечательные объекты
- почтовое отделение № 53.[14]
- мечеть «Муслима»[тат.].